# Алон, Ницан
Ница́н Ало́н (ивр. ניצן אלון‎; род. 26 февраля 1965, Израиль) — генерал-майор запаса Армии обороны Израиля; в последних армейских должностях: Командующий Центральным военным округом (с марта 2012 по март 2015 года) и глава Оперативного управления Генерального штаба Армии обороны Израиля (с мая 2015 по май 2018 года). С октября 2023 года: командир разведывательного штаба Армии обороны Израиля по поиску граждан и военнослужащих, взятых в заложники или пропавших без вести в ходе вторжения ХАМАС в Израиль.

## Биография
Ницан Алон родился в 1965 году и вырос в мошаве Нир-Баним около Кирьят-Гата.
Родители Алона, Хези (Йехезкель) и Йона Алон, были одними из основателей мошава. Родители Хези Алона входили в число основателей мошава Тель-Адашим, родители его жены — в число основателей Герцлии. До переезда в Нир-Баним Хези и Йона Алон жили в кибуце Эрез, где Хези Алон руководил охраной кибуца.
Алон окончил региональную среднюю школу в мошаве Беэр-Товия. По окончании учёбы провёл год, занимаясь добровольческой деятельностью в молодёжном движении «Бней ха-мошавим».

### Военная карьера
В 1984 году Алон был призван на службу в Армии обороны Израиля. Начал службу в специальном подразделении «Сайерет Маткаль».
Не окончив полный курс тренировки бойца подразделения, Алон был отстранён из подразделения за дисциплинарное нарушение: в целях укрепления военной дисциплины Начальник Генштаба Моше Леви отдал указ жёстко разбираться с каждым нарушителем устава, особенно нетерпимо относясь к подающим отрицательный пример бойцам элитных частей, и именно Алону, случайно задержанному военной полицией без берета, пришлось за это расплатиться. Алон был переведён в спецподразделение «Маглан», где окончил полный курс тренировки и вышел на офицерские курсы, но командиру «Сайерет Маткаль» Омеру Бар-Леву удалось добиться возврата Алона в своё подразделение.
По окончании офицерских курсов Алон командовал отрядом подразделения «Сайерет Маткаль». За участие в одной из операций в этой должности был удостоен Знака отличия Начальника Генштаба. Участвовал в ряде операций, в том числе в операции по похищению из Ливана одного из лидеров организации «Хезболла» шейха Абделькарима Убейда 28 июля 1989 года. В ходе учений подразделения неумышленно ранил товарища по подразделению, был отдан под военный суд, но остался служить в подразделении.
Затем командовал ротой подразделения. Помимо прочего, принимал также участие в неудачной операции 14 октября 1994 года по освобождению похищенного палестинскими боевиками солдата Нахшона Ваксмана.
С 1995 по 1997 год служил заместителем командира «Сайерет Маткаль», а в 1998 году возглавил подразделение. Командовал подразделением до марта 2001 года; по уходу с должности был представлен к званию полковника.
С 2001 по 2003 занимался исследовательской деятельностью в Вашингтоне, США, а по возвращении был назначен 28 июля 2003 года командиром резервной парашютно-десантной бригады «Хицей ха-Эш».
В 2005 году Алон возглавил территориальную бригаду «Эцион» (ивр. חטמ"ר עציון‎). Во время Второй ливанской войны, оставаясь в должности командира бригады «Эцион», командовал рейдом на ливанский город Баальбек в ночь на 2 августа 2006 года с участием бойцов спецподразделений «Сайерет Маткаль» и «Шальдаг».
Алон исполнял должность командира бригады до 3 июня 2007 года, а затем получил звание бригадного генерала и был назначен первым главой созданного вследствие Второй ливанской войны Отдела оперативного управления (ивр. חטיבת ההפעלה המבצעית‎) Управления разведки Генштаба армии.
7 октября 2009 года Алон был назначен командиром территориальной дивизии Иудеи и Самарии. За период командования Алона было отмечено понижение уровня террористической деятельности против израильских целей, исходящей с территории Западного берега реки Иордан. Несмотря на это, Алон подвергался частым личным нападкам со стороны радикальных кругов еврейских поселенцев Западного берега реки Иордан, видевших в некоторых высказываниях Алона, а также в его настойчивом сопротивлении актам радикально настроенных поселенцев против палестинцев и их имущества (получившим общее название «Таг мехир») и готовности классифицировать эти акты как «террор», доказательство его резко отрицательного настроя против поселенческой идеологии. В данном контексте Алону вспоминали и участие его жены в акции левой правозащитной организации «Махсом Уотч» в 2006 году. Возле дома Алона прошёл пикет радикальных активистов правого лагеря.
25 октября 2011 года Алон передал командование дивизией бригадному генералу Хагаю Мордехаю и вышел в отпуск в ожидании назначения на следующий пост.
15 декабря 2011 года было объявлено о решении повысить Алона в звании до генерал-майора и назначить его Командующим Центральным военным округом на смену генерал-майору Ави Мизрахи. Сообщение вызвало острую критику со стороны деятелей поселенческого движения и представителей правого политического лагеря Израиля, утверждавших, что назначение Алона на пост, включающий широкие полномочия по управлению Западным берегом реки Иордан и регулированию поселенческой деятельности, вызвано политическими соображениями и было совершено министром обороны Эхудом Бараком в отместку поселенцам за недавний виток насилия со стороны радикальных представителей их лагеря. Пресс-служба армии выступила с опровержением подобных утверждений, заявив, что кандидатура Алона, как наиболее подходящего на этот пост, была представлена не министром, а Начальником Генштаба генерал-лейтенантом Бени Ганцем.
8 марта 2012 года Алону было присвоено звание генерал-майора, и он вступил в должность Командующего Центральным военным округом.
В январе 2015 года было опубликовано сообщение о решении министра обороны Моше (Боги) Яалона и Начальника Генштаба армии генерал-лейтенанта Бени Ганца, согласованное с преемником Ганца на посту — генерал-майором Гади Айзенкотом, назначить Алона на должность главы Оперативного управления Генерального Штаба армии. 25 марта 2015 года Алон передал командование округом генерал-майору Рони Нума, а 21 мая 2015 года вступил в должность глава Оперативного управления Генштаба, сменив на посту генерал-майора Йоава Хар Эвена.
21 мая 2018 года Алон передал командование Оперативным управлением генерал-майору Аарону Халиве, после чего исполнял особо созданную должность главы проекта по борьбе с иранской угрозой в ожидании решения о назначении преемника генерал-лейтенанта Гади Айзенкота на посту Начальника Генштаба, будучи одним из кандидатом на должность. После решения о назначении на пост Начальника Генштаба генерал-майора Авива Кохави вышел в запас из армии.

### После выхода в запас
После выхода в запас до августа 2019 года Алон был генеральным директором компании Canndoc по выращиванию медицинского каннабиса (председателем совета директоров которой был бывший министр обороны Эхуд Барак), после чего перешёл на пост советника компании.
В марте 2020 года Алон был назначен заместителем генерального директора по стратегии израильской ИТ-компании Matrix (ивр. מטריקס‎) и председателем Matrix Defense — оборонного дивизиона компании.
В марте 2020 года Алон участвовал в акции протеста движения «Чёрные флаги» (ивр. הדגלים השחורים‎) против действий политического блока под руководством Биньямина Нетаньяху в рамках политического кризиса в Израиле, расцениваемых участниками движения как антидемократические.
В апреле 2021 Алон также вошёл в состав совета директоров израильской компании Smart Shooter по производству аксессуаров для стрелкового оружия.
Возглавлял внутреннее армейское расследование по анализу действий армии в сфере информационного воздействия в ходе операции «Страж стен» в секторе Газа в мае 2021 года.
Возглавляет также общественный совет музея «Дом Бен-Гуриона» (ивр. בית בן-גוריון‎).
Накануне выборов в кнессет 25-го созыва, состоявшихся 1 ноября 2022 года, Алон получил предложение лидера партии «Авода» Мерав Михаэли занять второе место в списке кандидатов партии на выборах, однако отклонил данное предложение.
В октябре 2023 года с началом войны в Газе был назначен командиром разведывательного штаба Армии обороны Израиля по поиску граждан и военнослужащих, взятых в заложники или пропавших без вести в ходе вторжения ХАМАС в Израиль.

### Образование и личная жизнь
За время службы Алон получил степень бакалавра Техниона (в области физики и материаловедения).
Проживает в мошаве Нир-Баним. Женат на Мор Алон, отец четырёх детей.
Старший брат Алона, подполковник запаса бронетанковых войск Рам Алон, был удостоен Знака отличия Начальника Генштаба за подвиг, совершённый в ходе Первой ливанской войны. У Алона есть также две сестры: старшая Хана и младшая Нета.

## Публикации
- ניצן אלון ודנה פרייזלר סווירי ריצת מרתון ותקיעת מקלות בגלגלי האויב — המערכות שבין המלחמות בצה"ל (המב"ם) בין הקטבים 23-22, אוקטובר 2019 (Ницан Алон и Дана Прайзлер-Свири, «„Марафонский забег и вставление палок в колёса врага“: Военные кампании между войнами Армии обороны Израиля», «Бейн ха-Ктавим» № 22—23 (октябрь 2018)) (Архивная копия от 5 ноября 2022 на Wayback Machine) (иврит)
- ניצן אלון, אבי מזרחי, גדי שמני אלימות המתנחלים מסכנת את ביטחון מדינת ישראל הארץ, 10.1.22 (Ницан Алон, Ави Мизрахи, Гади Шамни, «Насилие поселенцев угрожает безопасности Государства Израиль», «Га-Арец» (10.1.22)) (Архивировано 10 декабря 2022 года.) (иврит)
- גדי שמני, ניצן אלון, מתן וילנאי כך נמנף את הישגי עלות השחר הארץ, 15.8.22 (Гади Шамни, Ницан Алон, Матан Вильнаи, «Так мы разовьём достижения операции „Рассвет“», «Га-Арец» (15.8.22)) (Архивировано 15 августа 2022 года.) (иврит)